# Campeonato Sudamericano de Voleibol Masculino de 1951
El Campeonato Sudamericano de Voleibol Masculino de 1951 fue la primera edición del campeonato sudamericano de voleibol masculino, realizado en el Gimnasio del Club Fluminense F.C. del 12 al 22 de septiembre de 1951. A este evento fueron cuatro selecciones: Brasil, Argentina, Perú y Uruguay. 
Perú sorprendió obteniendo el tercer lugar por encima de Argentina, el seleccionado brasileño obtuvo su primer campeonato sudamericano. 
En la actualidad, Brasil ha ganado todos los torneos sudamericanos con excepción de Buenos Aires 1964, ya que no participó en dicho evento, y Recife 2023.

## Resultado final[2]
| Puesto | Equipos   | Puntos |
| ------ | --------- | ------ |
| 1      | Brasil    | 6      |
| 2      | Uruguay   | 5      |
| 3      | Perú      | 4      |
| 4      | Argentina | 3      |